# 科索沃中世紀古蹟群
科索沃中世紀古蹟群（英語：Medieval Monuments in Kosovo）是位於科索沃的四所塞爾維亞正教會教堂及修道院，這四座建築物揉合了東正教拜占庭式建築及羅馬天主教羅曼式建築二者的風格。這些遺址座落在科索沃的衝突地區，塞爾維亞視該地區為其南部省份——儘管科索沃已於2008年2月17日宣佈獨立。
2004年，聯合國教育科學文化組織意識到德查尼修道院（Visoki Dečani）的重要價值。兩年後，修道院連同三所其他宗教建築列入世界遺產，令科索沃的中世紀遺址包括了以下四所建築物：
1. 德查尼修道院
2. 佩奇修道院
3. 里耶维什诞神女教堂（英语：Our Lady of Ljeviš）
4. 格拉恰尼察修道院

由於管理困難及當地政局不穩令保護工作受阻，同年，這些建築物被列入瀕危世界遺產。

## 資料來源
1. ↑  World Heritage Committee puts Medieval Monuments in Kosovo on Danger List and extends site in Andorra, ending this year's inscriptions （页面存档备份，存于），UNESCO，2006年7月13日。於2008年4月4日查閱。

## 外部連結
- 世界遺產中心：科索沃中世紀古蹟群 （页面存档备份，存于）

42°39′40″N 20°15′56″E / 42.66111°N 20.26556°E